# Pietro Molinari
Pietro Molinari fou un compositor italià del segle xvii.
És autor de les òperes Ipsicratea (1660) representada a Venècia, i La Barbarie del Caso (1664: Alguns musicòlegs li atribueixen a més, l'òpera La Venere travestita.